# 기원전 46년

## 연호
- 전한(前漢) 초원(初元) 3년

## 기년
- 전한(前漢) 원제(元帝) 3년
- 신라(新羅) 혁거세 거서간(赫居世居西干) 12년

## 사건
- 아프리카 전쟁(루스피나 전투): 카이사르가 아프리카 북동부 루스피나 전투에서 라비에누스를 격파하다.
- 율리우스 카이사르가 율리우스력으로 달력을 고치다.
- 율리우스 카이사르가 국가개조를 위한 각종 개혁을 실시하다.

## 사망
- 소 카토의 자살

## 참고
- 기원전 46년은 카이사르가 90일에 달하는 윤달을 만드는 바람에 총 445일이 되었다.